# 果糖-1,6-雙磷酸
果糖1,6-雙磷酸（英語：fructose 1,6-bisphosphate）是果糖-6-磷酸經過磷酸化之後生成的分子。在糖解作用中，一個果糖-6-磷酸反應生成果糖1,6-雙磷酸，需要消耗一分子的ATP，並且是由磷酸果糖激酶（英語：Phosphofructokinase）進行催化。
果糖1,6-雙磷酸接下來會在醛縮酶（英語：Aldolase）催化之下，分成甘油醛-3-磷酸（G3P）與二羥基丙酮磷酸（DHAP），前者將直接進入糖解作用的下個步驟，後者則必須先轉變成前者。